# 람보르기니 시안
람보르기니 시안(이탈리아어: Lamborghini Sián FKP 37)은 람보르기니에서 2020년부터 2022년까지 생산했던 미드십 하이브리드 스포츠카이다. 차명인 시안은 볼로냐어로 '번개'를 뜻한다.
이후 람보르기니 시안 로드스터를 출시했으며 람보르기니 시안 로드스터는 전세계 63대 한정판이다.

## 사양 및 성능
람보르기니 아벤타도르를 기반으로 제작된 시안 FKP 37은 아벤타도르의 SVJ 변형과 엔진을 공유하지만 기어박스에 통합된 전기 모터는 출력에 25kW를 추가한다. 엔진에 대한 다른 수정에는 티타늄 흡기 밸브의 추가, 재구성된 ECU 및 출력을 785PS로 높이는 새로운 배기 시스템이 포함되어 있다. 총 출력은 819PS로 Sián을 가장 강력한 양산형 람보르기니로 만든다. 엔진은 7단 자동 수동 변속기에 연결되며 자동차는 향상된 핸들링을 위해 후방 기계식 자동 잠금 차동 장치가 있는 전자 제어 4륜구동 시스템을 사용한다.

## 생산
시안 FKP 37의 생산은 쿠페 63대와 로드스터 19대로 제한되어 있다.

## 람보르기니 시안 로드스터

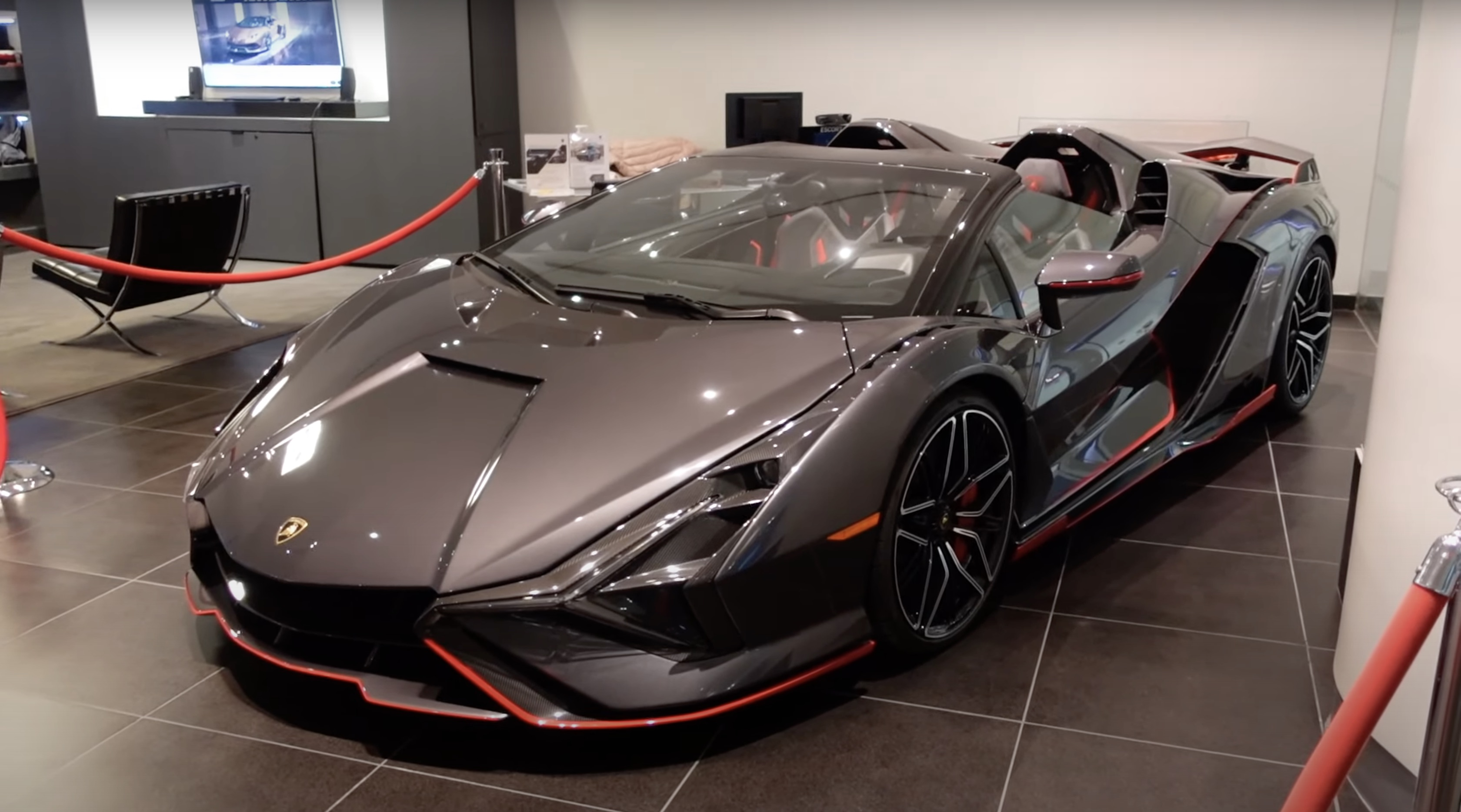
시안 로드스터

2020년 7월에 공개되었다. 우라누스 블루(영어: Uranus Blue)라는 새로운 색상으로 출시되었으며 이미 19대만 한정 판매되었다. 기계적으로 로드스터는 동일한 엔진과 슈퍼커패시터 하이브리드 시스템을 유지하는 쿠페와 유사하다.후방에는 구매자가 각 차를 고유하게 만드는 이니셜을 추가할 수 있는 3D 인쇄 탄소 섬유 통풍구가 있다.

## 비디오 게임에서의 등장
- 3D운전교실
- 빔엔지.드라이브
- 아스팔트 8: 에어본
- 아스팔트 9: 레전드
- GTA5